# François-Etienne Dulci
François-Etienne Dulci (Orvieto, eind 16e eeuw – Avignon, 23 juni 1624) was een Italiaans Dominicaan en aartsbisschop van Avignon van 1609 tot zijn dood in 1624.

## Levensloop
Zijn naam bij geboorte was Francesco Stefano Dolci en in het Latijn als kloosterling Stephanus Dulcius. Hij was een Dominicaan die prior werd van het klooster Santa Maria sopra Minerva in Rome. 
In 1609 benoemde paus Paulus IV hem tot vice-legaat of vice-gouverneur van de pauselijke stadstaat Avignon in het Heilige Roomse Rijk. Datzelfde jaar werd hij aartsbisschop van Avignon. Hij stimuleerde de stichting van een Karmelklooster in Avignon, alsook van de Orde van Maria Visitatie.